# Friedrichsort

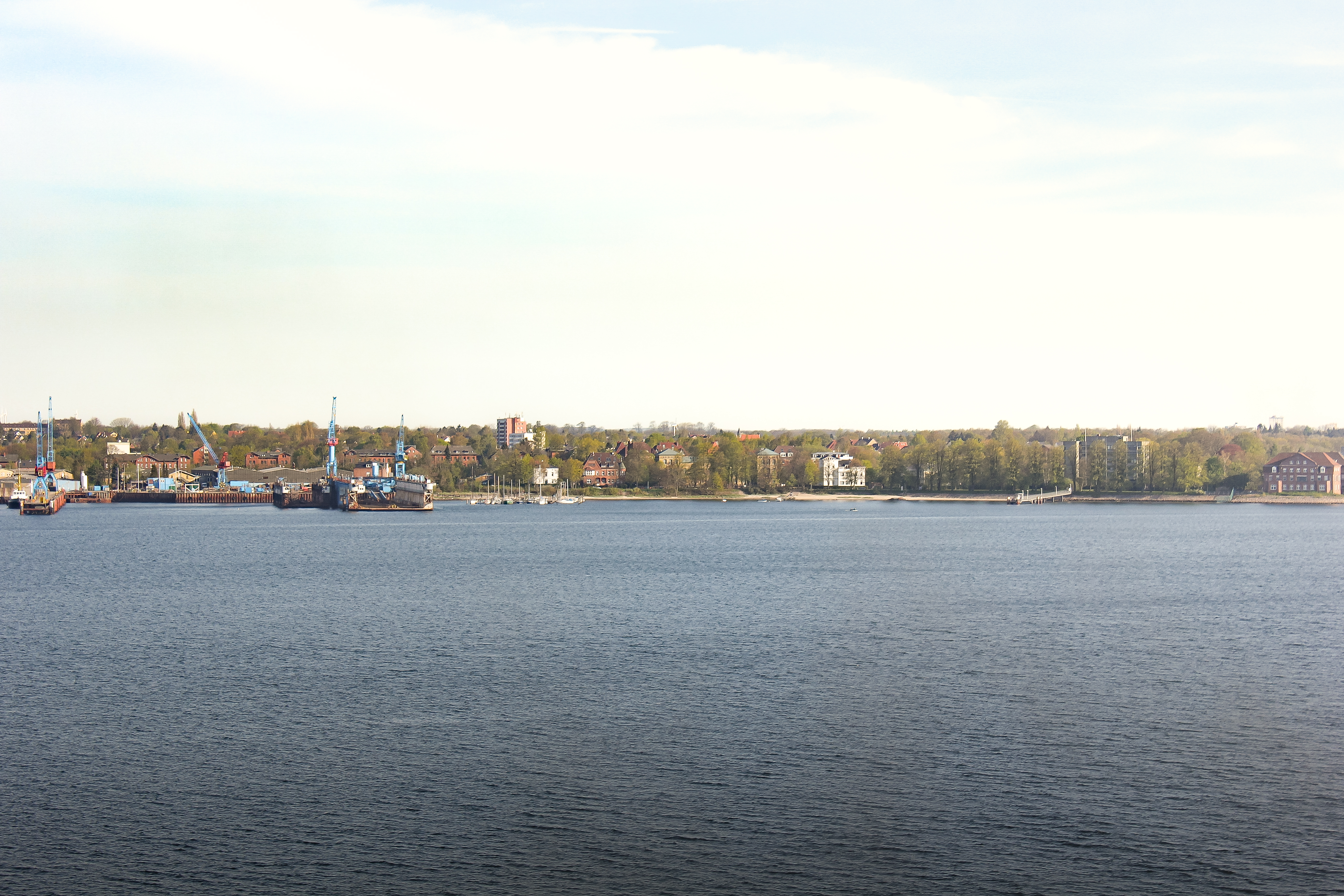
Blick auf Friedrichsort von der Förde aus

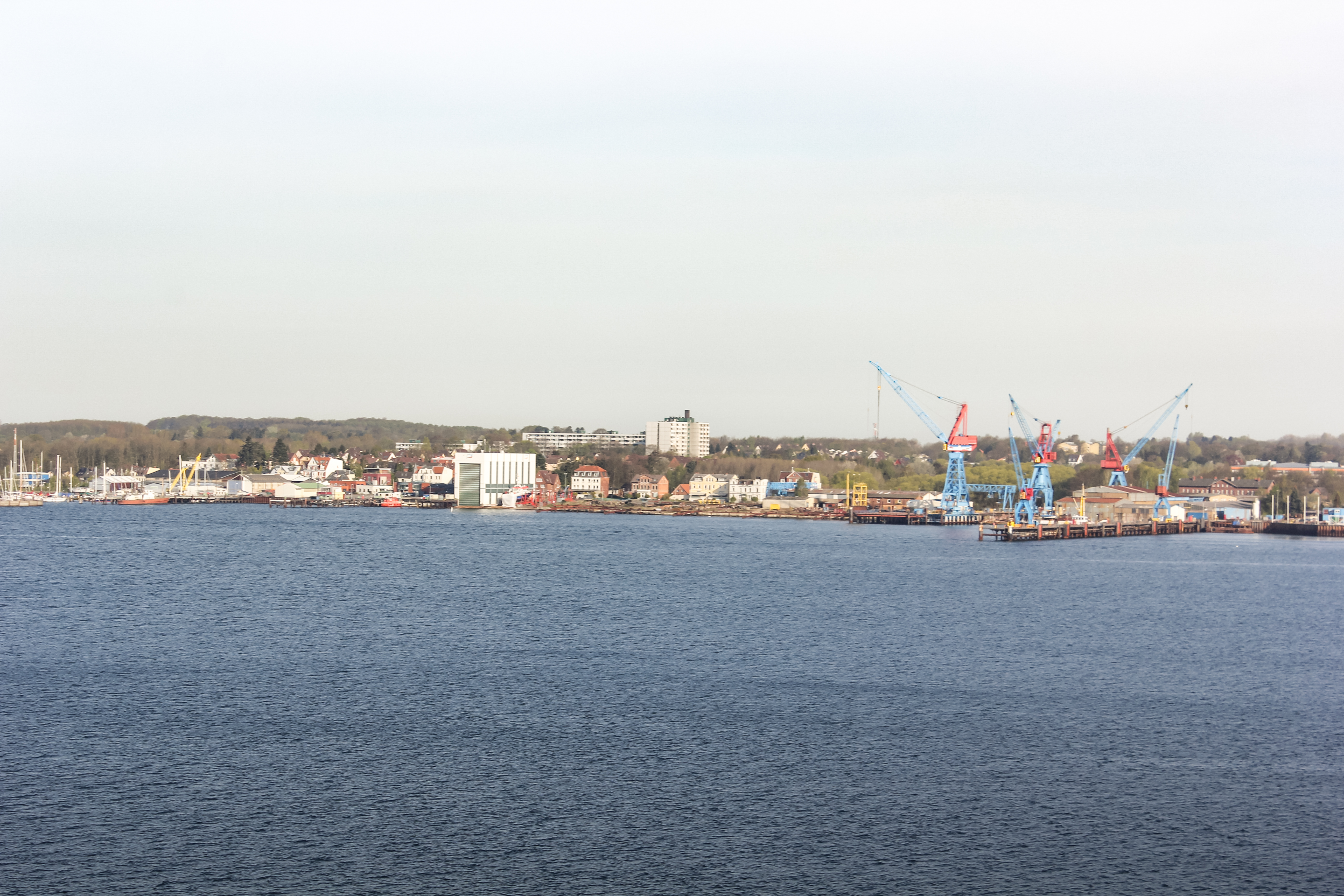
Blick auf Friedrichsort von der Förde aus

Karte von Friedrichsort und Umgebung von 1898

Friedrichsort (dänisch: Frederiksort) ist ein Stadtteil im Norden von Kiel. Oft wird Friedrichsort zusammen mit Pries genannt.

## Namensentwicklung
Das heutige Friedrichsort wurde 1590 noch Prießorth (Orth heißt Vorsprung, also Vorsprung von Pries) genannt. Dann benannte der Erbauer der dortigen Burg den Bereich 1631 nach sich selbst, Christianspris (pris ist dänisch für „Preis“, nach Christian IV.). 1727 nannte König Friedrich III. es nach sich selbst Friedrichsorth, woraus dann Friedrichsort wurde. Die Namensbedeutung ist also „Der (Land-)Vorsprung von Friedrich“.

## Geschichte
An der schmalsten Stelle der Kieler Förde (Friedrichsorter Enge) baute der dänische König Christian IV. 1631 die Festung Christianspries. Europa befand sich zu dieser Zeit im Dreißigjährigen Krieg. Bereits 1634 wurde die Festung von schwedischen Truppen eingenommen, später geschleift und dem Verfall preisgegeben. Christians Nachfolger Friedrich III. erbaute die Festung in den Jahren 1663 bis 1667 neu und nannte sie in Festung Friedrichsort um.
Um 1800 ließ sich Friedrichsort mit kleinen Booten erreichen.
Im Schleswig-Holsteinischen Krieg 1848 besetzte die Kieler Bürgerwehr die dänische Festung. Das Kommando hatte der von der Preußischen Armee zur Unterstützung entsandte Offizier Werner Siemens, der zur Verteidigung des Kieler Hafens gemeinsam mit seinem Schwager, dem Kieler Chemieprofessor Himly, die ersten funktionsfähigen ferngezündeten Seeminen entwickelte. Sie wurden vor der Festung quer über die Förde ausgelegt, mit Zündkabeln verbunden und hinderten die dänische Marine daran, in die Förde einzudringen und die Stadt aus der Nähe zu beschießen.
Nach dem Deutsch-Dänischen Krieg von 1864 und unter der nachfolgenden preußischen Herrschaft ab 1866 kamen weitere militärische Produktionsstätten hinzu. Bis heute ist dem Ort seine Geschichte als Militärstützpunkt anzusehen. 1922 wurden Pries und Friedrichsort nach Kiel eingemeindet; infolgedessen verschmolzen beide Orte mehr und mehr miteinander. Im Zweiten Weltkrieg wurde der größte Teil der historischen oberirdischen Gebäude zerstört. Dennoch diente die Festung mit ihren Kasematten in der unmittelbaren Nachkriegszeit für viele Kriegsflüchtlinge als Unterkunft. Die Bundeswehr betrieb dort eine Marinesignalstelle und Salutbatterie. In dieser Zeit wurden neben Erhaltungsmaßnahmen auch weitere Eingriffe in die historische Substanz vorgenommen. Erhalten sind heute noch einige Wallanlagen, eine Reihe denkmalgeschützter Gebäude aus der preußischen Zeit sowie in den Kasematten 80 Räume mit einer Fläche von 6.500 Quadratmetern. Nach intensiver Zusammenarbeit mit Standortverwaltung, Kommune und Erwerbsinteressenten konnte die Bundesanstalt für Immobilienaufgaben diese historische, rund 90.000 Quadratmeter große Liegenschaft an den neuen Eigentümer, die Friedrichsorter Verwaltungs GmbH, übergeben. Damit konnte die zunächst von der Gesellschaft für Entwicklung, Beschaffung und Betrieb (gebb) begonnene, aber 2003 wieder zurückgestellte Verwertungstätigkeit erfolgreich abgeschlossen werden. Der neue Eigentümer möchte die Festung zukünftig für die Öffentlichkeit zugänglich und bekannt machen.
In den 1930er Jahren befand sich das Polizeirevier 10 in der Falckensteiner Straße 10. Heute gibt es nur noch vier Polizeireviere. Die heutige Polizeistation Friedrichsort befindet sich in der Fritz-Reuter-Straße 96.
1966 wurde der erste durchgehende Schnellbus 14 S vom Kieler ZOB nach Pries/Friedrichsort eingerichtet. Der anfängliche Zuschlag von 30 Pfennigen wurde 1977 abgeschafft.
Die seit 1948 im ehemaligen Lazarett der Friedrichsorter Garnison (später Hipperkaserne) ansässige Heinrich-von-Stephan-Schule wurde 2006 geschlossen und durch die Lernwerft ersetzt.

## Falckenstein und Horwarth
Zur Sicherung der Festung Friedrichsort (Festung Christianspries) wurden nach 1871 auf dem Westufer zwei Forts errichtet. Das Fort Herwarth, benannt nach Karl Eberhard Herwarth von Bittenfeld und das Fort Falckenstein, benannt nach Eduard Vogel von Falckenstein. Beide wurden aufgrund des Versailler Vertrags nach 1919 geschleift. Der Name des Forts Falckenstein übertrug sich mit der Zeit auf den dortigen Strandabschnitt. 1930 erfolgte die Umbenennung der dortigen „Falckensteiner Chaussee“ in „Falckensteiner Strand“. Die heute noch vorhandene „Falckensteiner Straße“ führte ursprünglich von der Anlegestelle Friedrichsort in nördlicher Richtung bis an die vorgenannte Chaussee zum Fort Falckenstein, wonach sie vermutlich um 1900 benannt wurde. Der Falckensteiner Strand ist der größte Strand Kiels.

## Leuchtturm
1878 erhielt Friedrichsort einen Leuchtturm, der fast 100 Jahre in Dienst war. In den 1960er Jahren genügte er nicht mehr den nautischen Anforderungen und konnte seine Aufgaben nicht mehr erfüllen. Die Brückenhöhen der Schiffe hatten zugenommen und auch die beleuchteten Gebäude Kiels waren zahlreicher geworden. So war der Turm für einkommende Schiffe vor dem Hintergrund der Lichtersilhouette der Stadt nicht mehr ausreichend zu erkennen. Dafür strahlte er bei der Vorbeifahrt fast direkt in die Brückenfenster. 1969 wurde der neue, höhere Leuchtturm Friedrichsort fertiggestellt und am 29. Oktober 1971 mit der Optik des alten Turmes in Betrieb genommen. Bis 1973 standen beide Türme nebeneinander. Das metallene Oberteil wurde erhalten und steht nach verschiedenen vorigen Orten in der Fußgängerzone von Friedrichsort. Mit dem Erstausgabetag 7. Juli 2022 gab die Deutsche Post AG im Rahmen der Serie „Leuchttürme“ ein Sonderpostwertzeichen im Nennwert von 70 Eurocent heraus. Der Entwurf stammt von Hanno Schabacker.

## Gegenwart
Heute ist kaum einem Einwohner mehr bewusst, wo die Grenzen zwischen Pries und Friedrichsort verlaufen. Daher befinden sich hier neuzeitliche Informationen, die eigentlich in den Artikel Kiel-Pries gehören.
Friedrichsort ist vor allem durch den dünenreichen Sandstrand des Falckensteiner Strandes  und die Lindenau Werft bekannt. In der Nähe des Falckensteiner Strandes und der sich anschließenden Steilküste  sind noch heute Teile der früheren Festung Friedrichsort zu sehen. Friedrichsort verfügt über eine Gemeinschaftsschule mit gymnasialer Oberstufe, eine Grundschule (Fritz-Reuter-Schule), mehrere Kindergärten (in Trägerschaft der ev. Kirche, der AWO, des Dänischen Schulvereins oder auch der privaten Schule Lernwerft), eine Bücherei und ein Einkaufszentrum mit Fußgängerzone. Seit 2006 hat die erste Club-of-Rome-Schule Schleswig-Holsteins unter dem richtungsweisenden Namen Lernwerft ihren Standort in einem denkmalgeschützten Gebäude direkt am Ostseeufer in Fußnähe zum Anleger der Fördeschiffe gefunden. Ein bekanntes Kulturzentrum ist der Kulturladen Leuchtturm e. V. im Zentrum des Ortes. Seit Juni 2006 gibt es direkt am Strand  einen Hochseilgarten. Im historischen Teil des alten Leuchtturmwärterhäuschens ist seit dem Frühjahr 2006 eine Gastronomie untergebracht.

## Wirtschaft
Friedrichsort und Pries haben sich in den letzten 20 Jahren zu attraktiven Kieler Stadtteilen entwickelt. Die Neugestaltung des Einkaufszentrums gilt für Kiel als vorbildlich. Mehr als die Hälfte des Bauvolumens in diesem Bereich wurde neu errichtet. Auf Pflasterwegen bietet sich den Besuchern eine verkehrsberuhigte Einkaufsmeile mit Ruhebänken und Straßencafés, hier finden sich noch viele inhabergeführte Geschäfte.
Neben dem Schiffbau auf drei Werften werden hier Lokomotiven und große Dieselmotoren hergestellt. Bekannte Firmen sind Caterpillar, die Gießerei Kiel und Vossloh. Ebenfalls sind drei Werften an diesem Standort zu finden, die Lindenau-Werft, die Werft Gebr. Friedrich und die Yacht- und Bootswerft Rathje.

## Ortsteile
- Der Falckensteiner Strand ist ein bekannter Strandabschnitt in Kiel am Westufer der Kieler Förde.
- Pries ist inzwischen mit Friedrichsort verschmolzen. In der Fußgängerzone markiert ein Stein die Grenze zwischen beiden Ortsteilen. Dieser befindet sich in der Friedrichsorter Straße nahe der Hecktstraße.

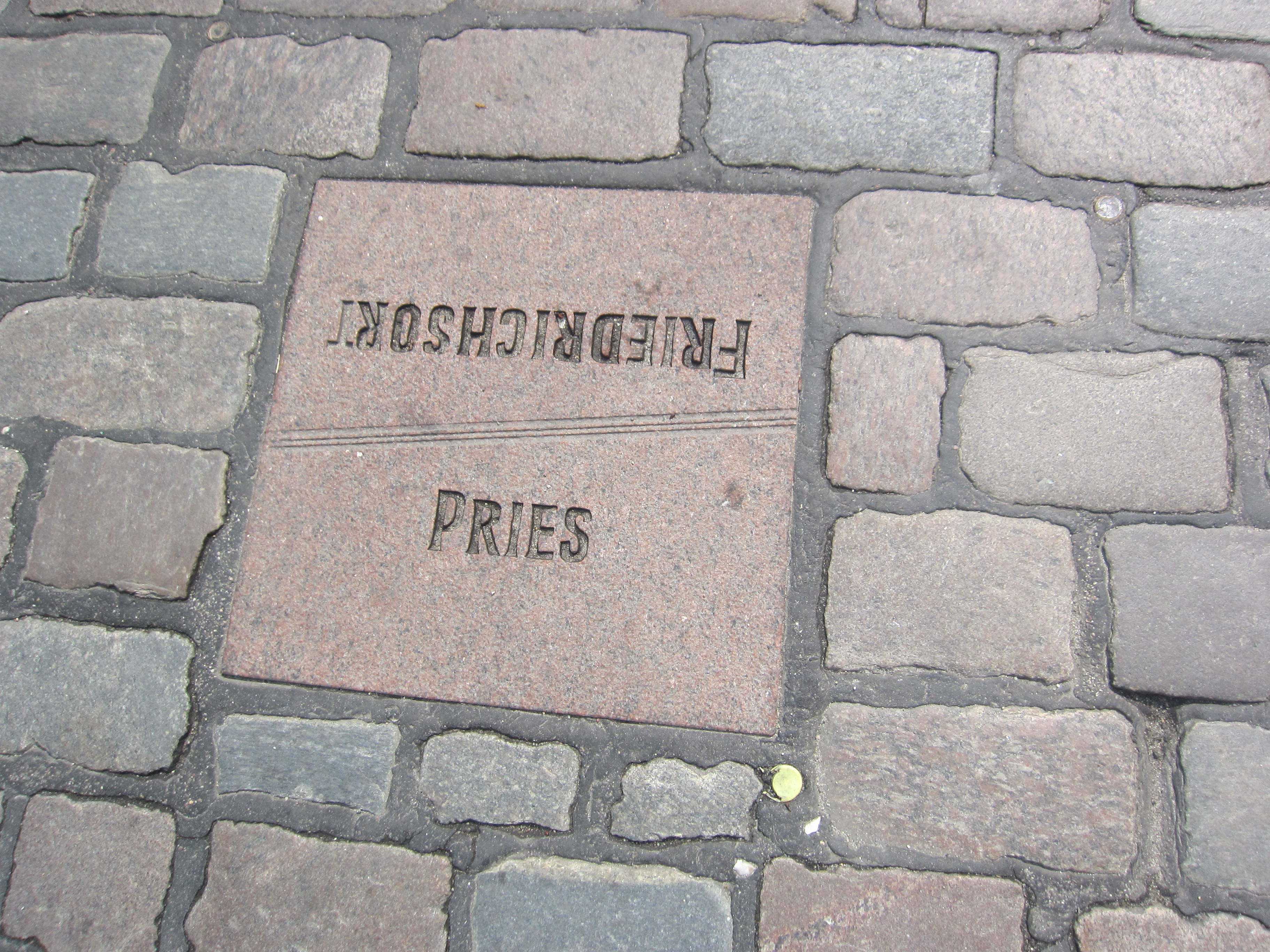
Grenzpflasterung Pries Friedrichsort

## Bilder

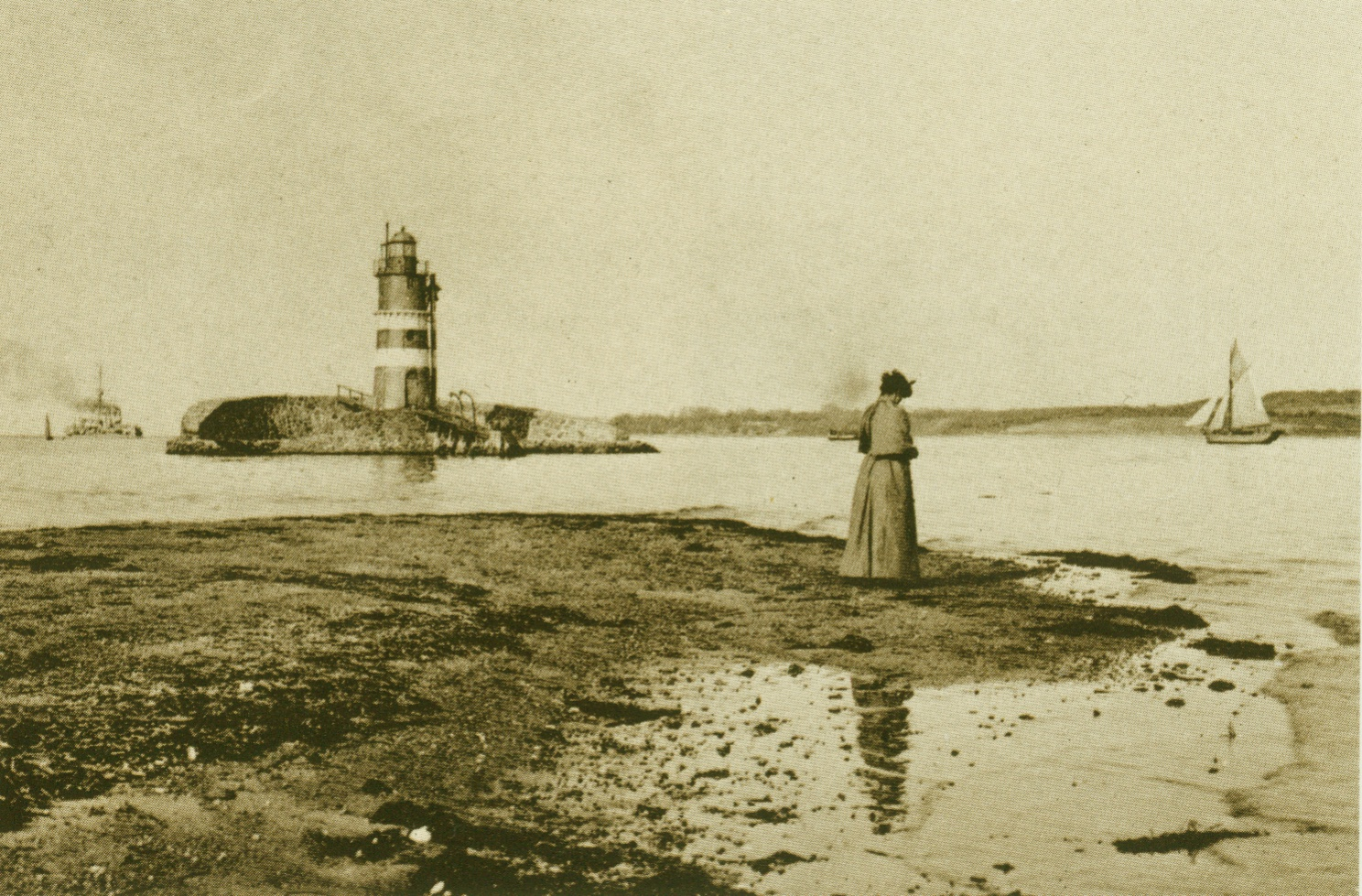
Leuchtturm in Kiel-Friedrichsort (1894)
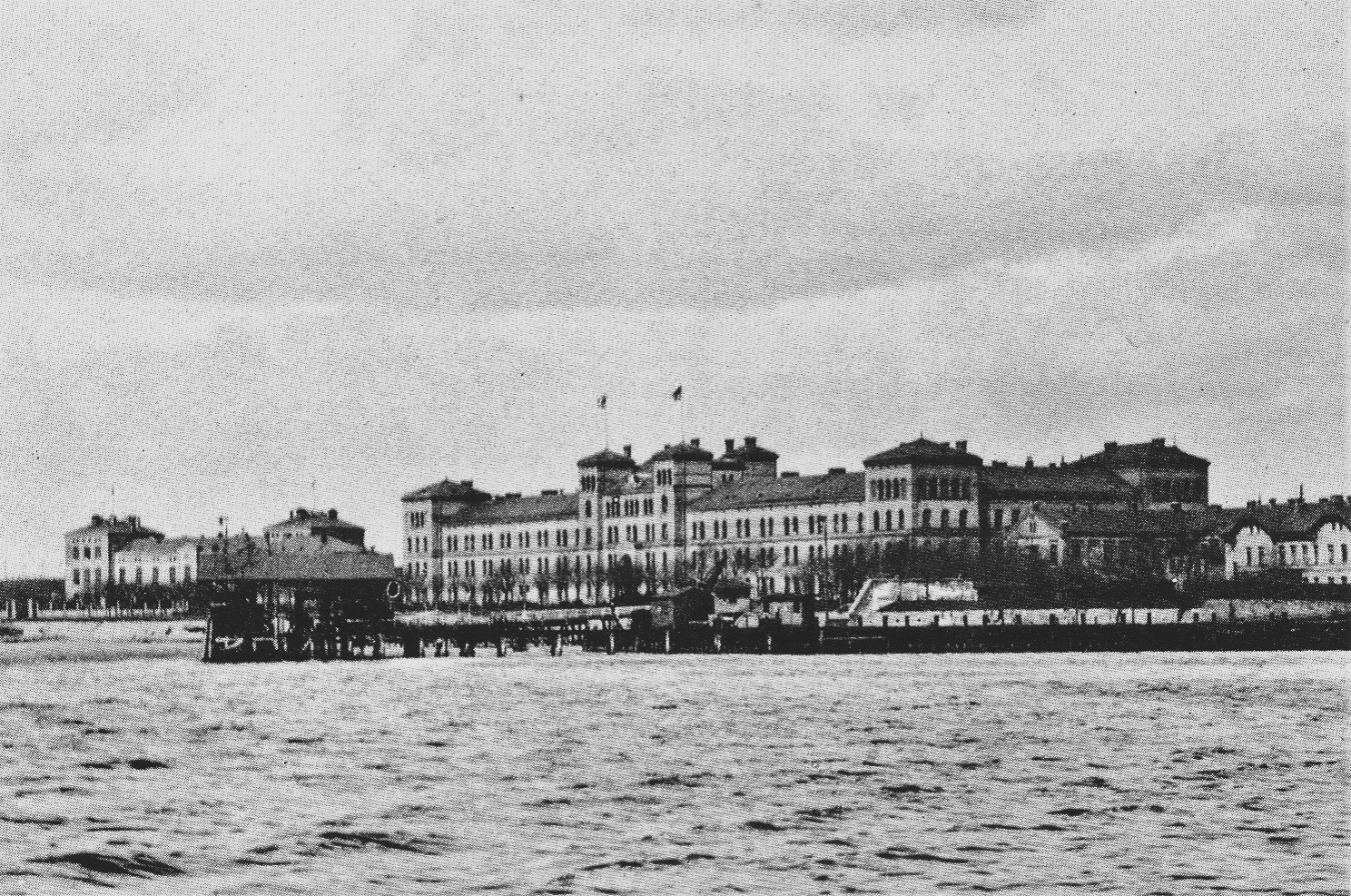
Kasernen in Kiel-Friedrichsort (1894)
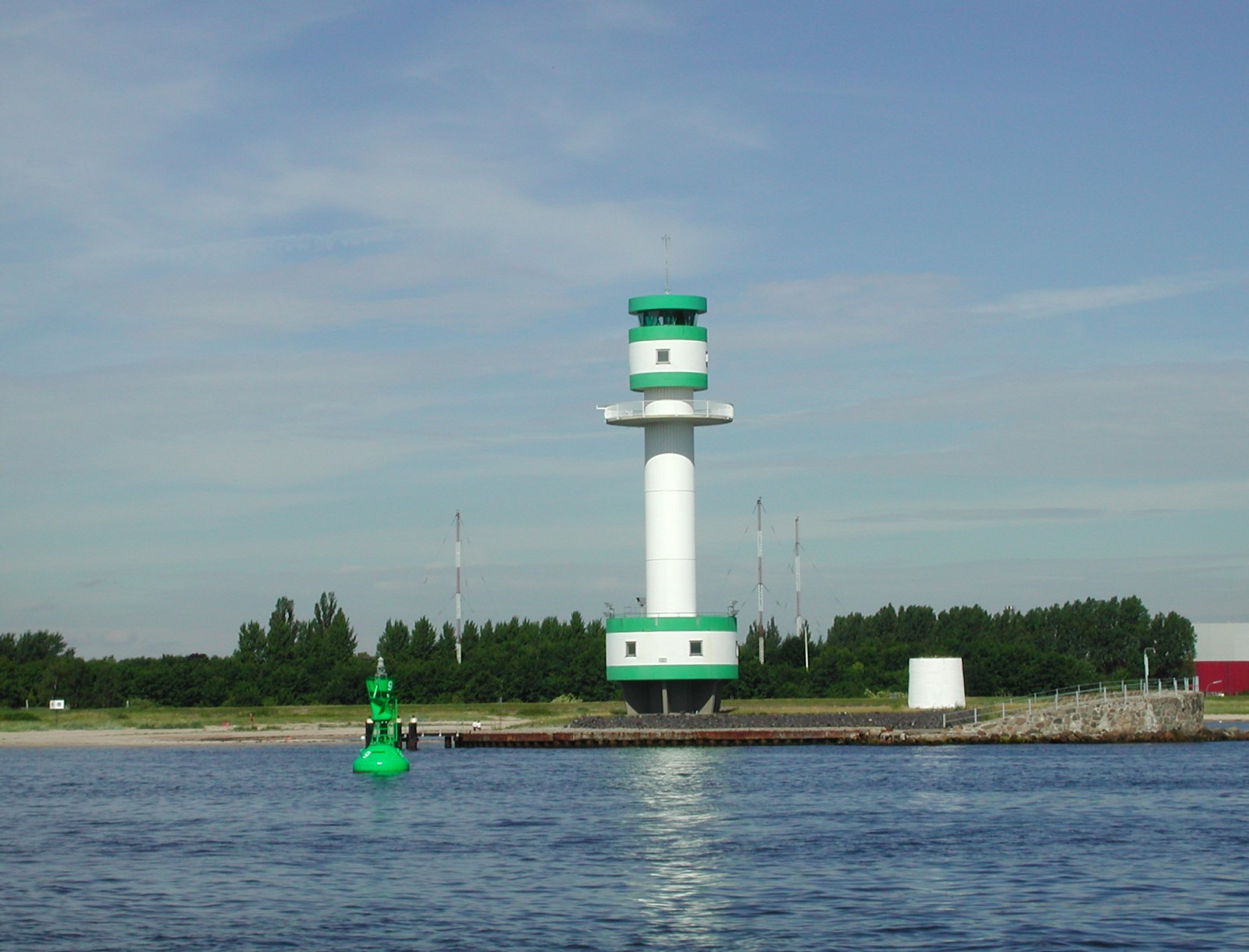
Leuchtturm Friedrichsort am Falckensteiner Strand
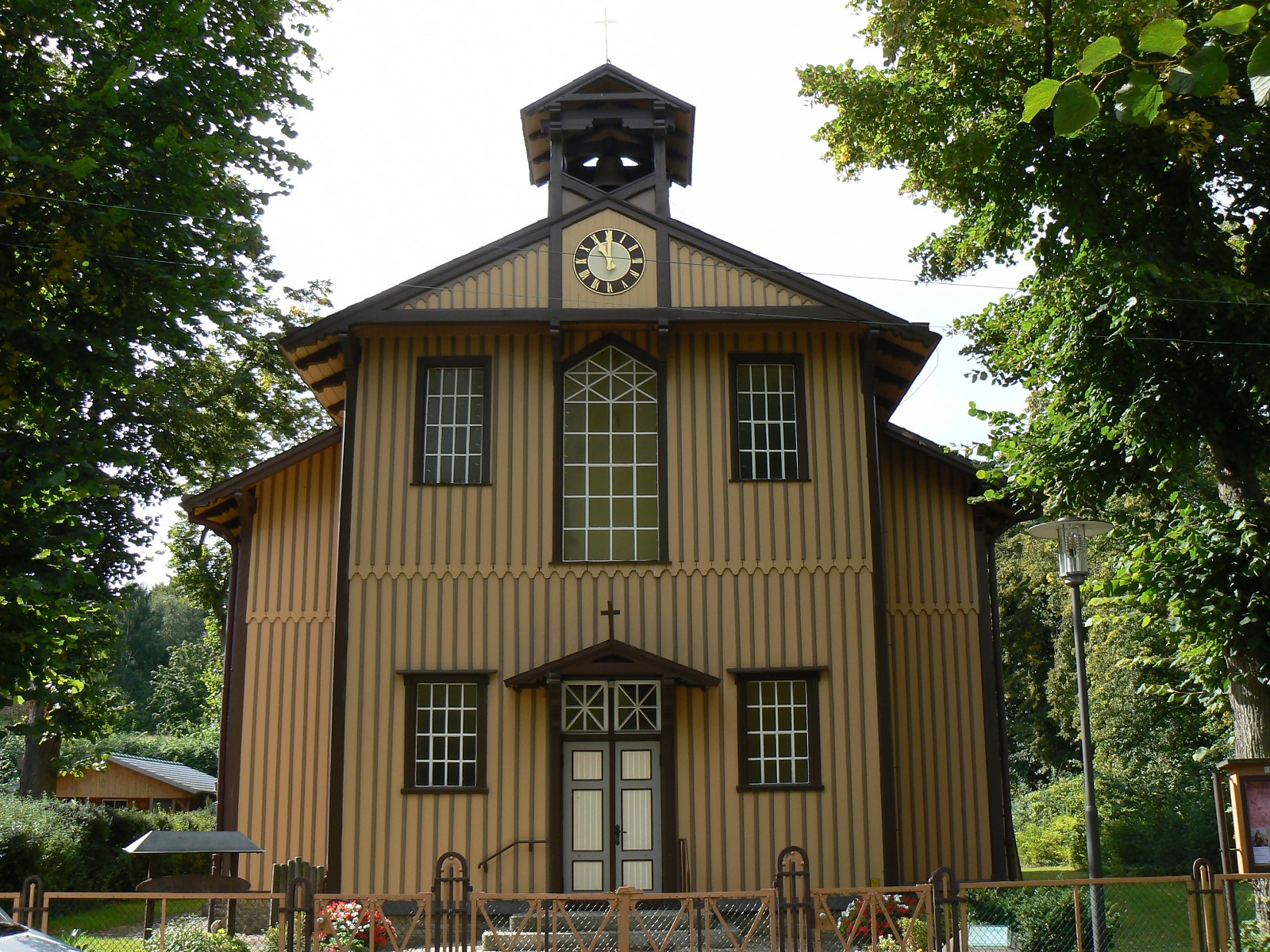
Bethlehem-Kirche von 1875
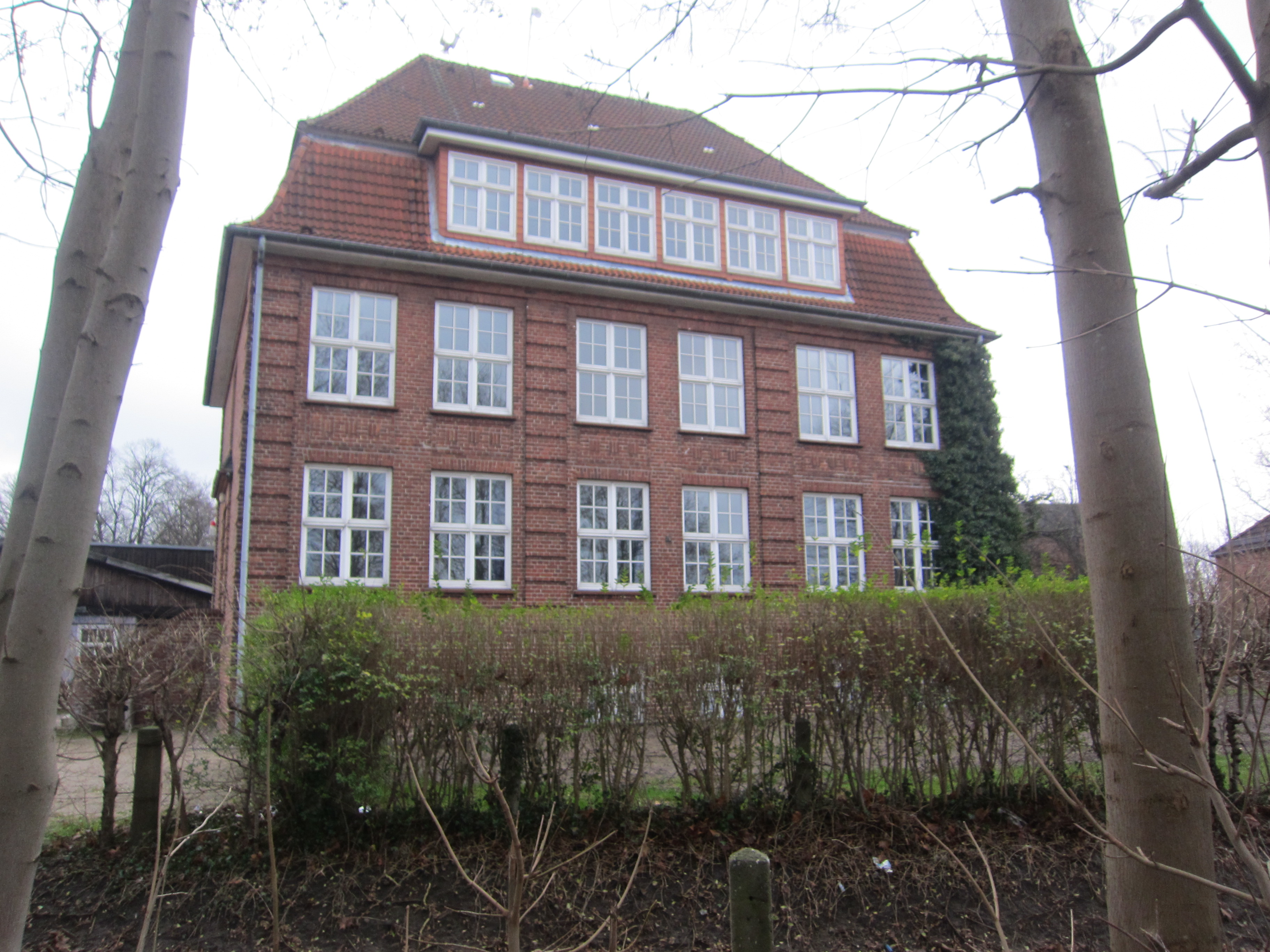
Realschule Pries

## Persönlichkeiten
- Friedrich Ihn (1885–1916), Kapitänleutnant der Kaiserlichen Marine
- Wolfgang Lange (1915–1984), germanistischer und skandinavistischer Mediävist, Hochschullehrer